# Forte Tagliata del Giovo
Il forte Tagliata del Giovo sorge in posizione dominante sul Colle del Giovo nel comune di Pontinvrea, in provincia di Savona, in corrispondenza del bivio tra la strada statale 334 del Sassello e la strada provinciale 542 di Pontinvrea che vi passa all'interno.
Faceva parte di un sistema difensivo composto da sei diverse piazzeforti poste a guardia di Giovo Ligure per proteggere il Piemonte da eventuali invasioni dal mare.
Fu edificata allo scopo di creare uno sbarramento sul passo ed era così chiamata proprio perché il suo scopo principale era quello di interrompere la via, essendo una tagliata stradale. Essa era contornata da un fossato ed era superabile solo tramite il ponte levatoio della fortezza. Con l'ampliamento della sede stradale, nei primi anni del Novecento, parte dell'originaria struttura del forte fu smantellata perdendo così la sua funzione difensiva.
La postazione difensiva fu notevolmente danneggiata nel corso della seconda guerra mondiale, quando il forte divenne sede del 1º Reggimento "San Marco" della Repubblica Sociale Italiana. Lungo il corpo che fiancheggia la strada si scorgono ancora due cannoniere gradinate per pezzi da 12 GRC Ret.